# Darxide
Darxide est un jeu vidéo de combat spatial développé par Frontier Developments et édité par Sega en 1995 sur 32X. Il s'agit du dernier jeu édité pour le support 32X. Le jeu a été conçu par David Braben, coauteur du fameux Elite et de ses suites, et Peter Irvin, qui a notamment œuvré sur Exile et Frontier: Elite II. Il a été porté en 2002 sous le titre Darxide EMP sur Pocket PC et sur divers modèles de téléphones portables Nokia (dont la N-Gage).

## Développement
À l'origine, Darxide était le titre de la Sega Neptune, un projet de console 32 bits avorté du constructeur nippon, utilisant des jeux sur cartouche. David Braben, le fondateur de Frontier Developments, à l'origine de Darxide, dont le portage sur la Neptune aurait fait de ce jeu le premier de cette console, déclare : « Nous avions fait ce jeu en grande partie parce que nous croyions en le projet Neptune de Sega. On s'attendait à ce que la Neptune remplace la Mega Drive pour le même prix et devienne la petite sœur de la Saturn. Nous pensions que le 32X était simplement une transition compatible ascendante, mais Sega a annulé la Neptune, ce qui a condamné le 32X à l'échec ».